# 新闻日报 (长岛)
《新聞日報》（英語：Newsday）是美國一份新聞日報，主要服務紐約州長島的蘇福克縣和拿騷縣，但它同時也在整個紐約都會區銷售；其總部位於蘇福克縣的梅爾維爾。《新聞日報》的口號是“新聞日報，您在長島的眼睛（Newsday, Your Eye on LI.）”，而此前曾使用過“新聞日報，長島的新聞報紙（Newsday, the Long Island Newspaper.）”。 該報曾獲得19項普利策獎，並20餘次入圍最終名單。
2009年，《新聞日報》的平日發行量為377,500份，位居全美報紙發行量排行榜第11名，同時也是美國郊區報紙類的發行冠軍。 而截至2013年12月29日的數據，《新聞日報》的平日銷量為437,000份，週六的銷量為434,000份，而週日的銷量則為495,000份。

## 報紙歷史

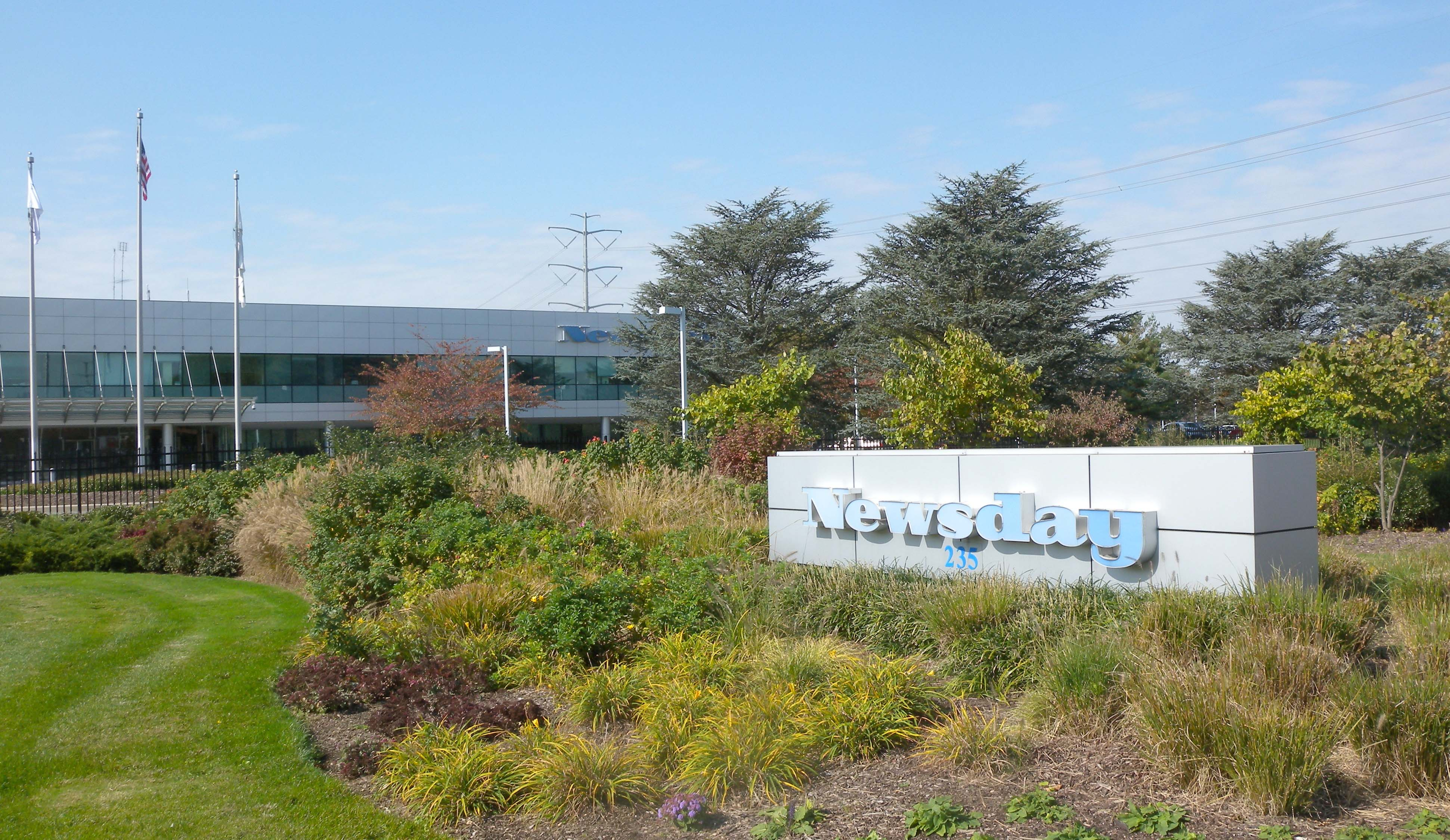
《新聞日報》報社總部

《新聞日報》2009年報頭

《新聞日報》2007年報頭

《新聞日報》由艾麗西亞·帕特森與她的丈夫哈利·弗蘭克·古根海姆共同創立，並於1940年9月3日在紐約州亨普斯特德首次發行。 自創立以來直至1970年代進行重大重新設計之前的許多年裡，該報一直在對《每日新聞報》的版式進行模仿，即大量的短小內容配合大量圖片。有趣的是，艾麗西亞在她20歲出頭的時候即被她父親所創辦《每日新聞報》的一名作家所解僱，原因是她弄錯了已發表報道中離婚的基本事實。在艾麗西亞·帕特森於1963年去世之後，哈利·弗蘭克·古根海姆接任該報的出版人和總編輯。
1967年，哈利·弗蘭克·古根海姆將報社的出版人職務移交給比爾·莫耶斯；而他則繼續擔任報社的總裁和總編輯。但隨後古根海姆就對莫耶斯領導下報紙所呈現的自由主義傾向感到失望，同時他還對莫耶斯在越南戰爭報道中所持有的“左翼”立場進行了批評。 兩人最終在1968年總統選舉中徹底決裂，古根海姆簽字批准了一份支持理查德·尼克松的社論，而莫耶斯則公開表示支持休伯特·漢弗萊。
古根海姆後來將他所持有的報社多數股權出售給了當時持保守主義立場的時代鏡報公司，但是這筆交易遭致報社員工的反對，原因在於莫耶斯提出了比時代鏡報公司高出1,000萬美元的收購報價。在報紙被收購後的幾天內，比爾·莫耶斯從《新聞日報》離職。 一年後，古根海姆去世，他從遺囑中剝奪了海耶斯的繼承權。
1977年，《新聞日報》趁競爭對手《長島報》停刊而擴張其發行版圖。《新聞日報》首先推出了單獨的皇后區版《新聞日報》，隨後又推出了名為《紐約新聞日報》的紐約市版。
2000年6月，時代鏡報公司與論壇報公司合併，《新聞日報》也在此時與紐約市電視台WPIX合作；WPIX也是論壇報公司旗下媒體。
隨著時代鏡報公司與論壇報公司的合併，由艾麗西亞·帕特森所創辦的《新聞日報》最後回到她曾外祖父約瑟夫·梅迪爾所創辦《芝加哥論壇報》的公司；而有趣的是，這家公司直至1991年還擁有艾麗西亞·帕特森父親所創辦的《每日新聞報》。論壇報公司在1991年將《每日新聞報》出售給了英國報業大亨羅伯特·麥克斯韋。但隨著其去世而導致其出版帝國在1992年的瓦解，《每日新聞報》被再度出售給莫蒂默·祖克曼。伊利諾伊州芝加哥的房產巨頭山姆·賽爾在2007年買下了論壇報公司。
2008年4月，由首席執行官魯伯特·默多克所領導的新聞集團以5.8億美元報價意圖收購《新聞日報》。 而緊隨其後的還有來自莫蒂默·祖克曼與之相匹配的報價和來自有線電視系統公司的6.8億美元報價。 2008年5月，新聞集團宣佈撤銷他們的收購報價。 2008年5月12日，《新聞日報》宣佈有線電視系統公司以6.5億美元的價格完成對其的收購。 這項收購在2008年7月29日最終完成。
2016年，總部位於荷蘭的跨國電信公司阿爾蒂斯收購了有線電視系統公司，這其中也包括了《新聞日報》和新聞12聯播網。 但是，阿爾蒂斯隨後就將《新聞日報》的多數股權（75%）出售給了有線電視系統公司的前首席執行官查爾斯·多蘭和他的兒子帕特里克·多蘭（Patrick Dolan），而帕特里克也在此後成為新聞日報傳媒集團的首席執行官。 阿爾蒂斯在2018年7月底向帕特里克出售了它們剩餘的《新聞日報》股份，再算上查爾斯將其所持有的股份轉讓給帕特里克，這使得帕特里克·多蘭成為《新聞日報》的唯一所有人。
截至2020年7月，《新聞日報》在COVID-19疫情期間共計從薪資保護項目中獲得1,000萬美元的聯邦貸款，用於支付500個工作崗位的薪酬。

## 編輯風格
儘管《新聞日報》採用小報版式，但它並不以刊載其他小報所熱衷的聳動新聞而取勝；它的新聞風格反而與紐約市本地的其他新聞小報——如：《紐約每日新聞》、《紐約郵報》等一樣， 因而它有時也被稱為“受人尊敬的小報（The Respectable Tabloid）”。
2004年，非主流週報《長島報》在其評論中寫道，《新聞日報》已經利用其影響力開始干涉拿騷縣和蘇福克縣的當地政治。
比爾·莫耶斯曾短暫出任《新聞日報》的出版人。 而在羅伯特·約翰遜於1980年代擔任該報出版人期間，《新聞日報》曾大舉進軍紐約市。
《新聞日報》的主要專欄作家和評論員有凱茜·楊、吉米·布雷斯林、芭芭拉·加爾森、諾曼德·普利耶、莫瑞·坎普頓、蓋爾·科林斯、皮特·漢米爾、西德尼·尚伯格、羅伯特·雷諾（Robert Reno）、吉姆·德維爾、體育作者邁克·路皮卡、樂評人提姆·佩奇和劇評人馬文·季特曼等。在最近幾年，《新聞日報》的專欄以咨詢專欄《提問安·蘭德斯》和《親愛的艾碧》為特色。
而從1985年到2005年期間，邁克爾·孟德爾鮑姆曾為該報撰寫外交事務分析文章。著名作家及傳記作家羅伯特·卡羅也曾是該報的調查記者。
《新聞日報》的特色版面包括由電視記者凡爾納·蓋伊（Verne Gay）、戴安·沃茨（Diane Werts）與影視作家法蘭克·洛夫西，以及影評人拉夫·古茲曼（Rafer Guzman）等人所負責的影視版。
而在《新聞日報》上刊登的辛迪加專欄作者有弗洛瑪·哈洛普和以社論政治漫畫為特色的普立茲獎得主沃爾特·漢德爾斯曼等人。
1980年代，隨著新的設計總監羅伯特·艾斯納（Robert Eisner）的上任，《新聞日報》也逐步轉向數字排版和彩色印刷。
1978年，《新聞日報》曾經創立並資助了一個名為“十字路口長島市（Long Island at the Crossroads）”的咨詢委員會。該委員會的宗旨在於推薦地方目標，以及監督當地政府並它們與州、聯邦官員之間的聯繫。 該委員會持續了十年。
2011年3月21日，《新聞日報》重新設計了它的頭版，取消了自1960年代使用的報頭和字體，轉而使用無襯線字體。

## 發行銷量
2008年，有報道顯示《新聞日報》在全美的發行量位居第10名。
但在2004年被揭露的發行量造假醜聞中顯示，在2002年9月30日到2003年9月30日這段統計週期內，《新聞日報》在其平日發行量和週日發行量兩個數據上虛增了16.9%和14.5%。 發行公信會將《新聞日報》平日平均發行量從579,599份調整為481,816份；週六平均發行量從416,830份降至392,649份；平均週日發行量從671,820份減少到574,081份；並且每年進行兩次審計。
2009年10月28日，《新聞日報》將其官方網站改版為付費訂閱模式。普通用戶只可免費訪問其首頁、分類廣告頻道、電影介紹頻道及停校關閉頻道；瀏覽此外的內容需要升級成為付費會員，費用截至2010年為每週5美元。但是，《新聞日報》印刷版的訂閱用戶以及其母公司有線電視系統公司的訂購用戶均可免除付費會員的費用。 但在網站改版後的頭三個月，僅僅只有35個非《新聞日報》與有線電視系統公司的訂閱用戶成為網站的付費會員。

## 獎項榮譽
《新聞日報》共計獲得19項普利策獎並還有20次入圍最終名單。
| 年份                                                       | 提名獎項                   | 提名人選                                              | 結果         |
| ---------------------------------------------------------- | -------------------------- | ----------------------------------------------------- | ------------ |
| 1954年                                                     | 公共服務獎                 |                                                       | 獲獎         |
| 1970年                                                     | 公共服務獎                 |                                                       | 獲獎         |
| 1970年                                                     | 社論漫畫獎                 | 托馬斯·達西                                           | 獲獎         |
| 1974年                                                     | 公共服務獎                 |                                                       | 獲獎         |
| 1980年                                                     | 地方性調查專業報道獎       | 卡羅爾·阿古斯 / 小安德魯·費瑟斯頓 / 弗雷德里克·圖西洛 | 入圍最終名單 |
| 1982年                                                     | 國際報道獎                 | 鮑勃·威里克                                           | 入圍最終名單 |
| 1982年                                                     | 批評獎                     | 馬文·季特曼                                           | 入圍最終名單 |
| 1984年                                                     | 地方性普通或現場新聞報道獎 |                                                       | 獲獎         |
| 1984年                                                     | 國際報道獎                 | 莫里斯·湯普森                                         | 入圍最終名單 |
| 1984年                                                     | 批評獎                     | 丹·克萊爾                                             | 入圍最終名單 |
| 1985年                                                     | 國際報道獎                 | 喬什·弗里德曼 / 丹尼斯·貝爾 / 奧齊爾·穆罕默德         | 獲獎         |
| 1985年                                                     | 現場評論獎                 | 莫瑞·坎普頓                                           | 獲獎         |
| 1986年                                                     | 特稿寫作獎                 | 艾琳·維拉格                                           | 入圍最終名單 |
| 1989年                                                     | 調查報道獎                 | 彭妮·勒布                                             | 入圍最終名單 |
| 1990年                                                     | 專題報道獎                 | 吉姆·德懷爾                                           | 入圍最終名單 |
| 1991年                                                     | 現場新聞報道獎             |                                                       | 入圍最終名單 |
| 1991年                                                     | 現場新聞攝影獎             |                                                       | 入圍最終名單 |
| 1992年                                                     | 現場新聞報道獎             |                                                       | 獲獎         |
| 1992年                                                     | 國際報道獎                 | 帕特里克·施諾揚                                       | 獲獎         |
| 1993年                                                     | 國際報道獎                 | 羅伊·古德曼                                           | 獲獎         |
| 1994年                                                     | 釋義新聞獎                 |                                                       | 入圍最終名單 |
| 1995年                                                     | 調查報道獎                 | 布萊恩·多諾萬 / 史蒂芬妮·索爾                         | 獲獎         |
| 1995年                                                     | 評論獎                     | 吉姆·德懷爾                                           | 獲獎         |
| 1996年                                                     | 釋義新聞獎                 | 勞裡·加勒特                                           | 獲獎         |
| 1996年                                                     | 專題報道獎                 | 鮑勃·基勒                                             | 獲獎         |
| 1996年                                                     | 國際報道獎                 | 勞裡·加勒特                                           | 入圍最終名單 |
| 1997年                                                     | 現場新聞報道獎             |                                                       | 獲獎         |
| 1998年                                                     | 專題報道獎                 | 勞裡·加勒特                                           | 入圍最終名單 |
| 1999年                                                     | 批評獎                     | 賈斯汀·戴維森                                         | 入圍最終名單 |
| 1999年                                                     | 社論寫作獎                 | 勞倫斯·利維                                           | 入圍最終名單 |
| 2002年                                                     | 批評獎                     | 賈斯汀·戴維森                                         | 獲獎         |
| 2004年                                                     | 突發新聞報道獎             |                                                       | 入圍最終名單 |
| 2005年                                                     | 國際報道獎                 | 德勒·奧洛傑德                                         | 獲獎         |
| 2005年                                                     | 釋義報道獎                 |                                                       | 入圍最終名單 |
| 2007年                                                     | 社論漫畫獎                 | 沃爾特·漢德爾斯曼                                     | 獲獎         |
| 2008年                                                     | 公共服務獎                 |                                                       | 入圍最終名單 |
| 2013年                                                     | 社論寫作獎                 |                                                       | 入圍最終名單 |
| 2014年                                                     | 公共服務獎                 |                                                       | 入圍最終名單 |
| 註：如提名人選欄為空，則提名者為《新聞日報》編輯團隊全體。 |                            |                                                       |              |

## 流行文化
- 在1985年上映的驚悚喜劇片《最毒婦人心（英语：Compromising Positions）》中，由蘇珊·莎蘭登飾演的女主角是《新聞日報》的前記者，她計劃向出版商兜售她的自由撰稿人故事來重建自己的職業生涯。

- 在1996年至2005年於CBS播出的情景喜劇《人人都愛雷蒙德》中，由雷·羅曼諾飾演的男主角雷蒙德·巴隆是《新聞日報》的體育作者。

- 電影《鱷魚鄧迪（英语：Crocodile Dundee）》的女主角在《新聞日報》工作。

- 在《辛普森家庭》第八季的“被擊倒的霍默（英语：The Homer They Fall）”一集中，引用了《新聞日報》的評論認為拳擊是“最殘酷的運動”。

## 外部連接
- 官方网站